# Valentín Viola
Valentín Nicolás Viola (Moreno, 28 augustus 1991) is een Argentijns voetballer die doorgaans als aanvaller speelt. Hij verruilde Sporting Lissabon in januari 2016 transfervrij voor Apollon Limasol.

## Clubcarrière
Viola komt uit de jeugdopleiding van Racing Club. Hij maakte zijn profdebuut op 3 september 2010, tegen Colón. Op 7 mei 2011 maakte hij zijn eerste doelpunt op het hoogste niveau, tegen Arsenal de Sarandí. Hij scoorde minder dan zestig seconden na zijn invalbeurt. Op 28 juli 2012 werd hij voor vier miljoen euro verkocht aan Sporting Lissabon. Daar ging hij concurreren met Ricky van Wolfswinkel. Dit werd  geen succes. Er volgde tijdens het seizoen 201/14 een uitleenbeurt aan zijn ex-club en tijdens het seizoen 2014/15 aan Karabükspor. Tijdens het seizoen 2015/16 werd hij ingedeeld in het tweede elftal van Sporting.
2 Angeleri ·
3 Senesi ·
4 Rodríguez ·
5 Mercier ·
6 Caruzzo ·
7 Mussis ·
8 Gudiño ·
9 Blandi ·
10 Romagnoli ·
11 Viola ·
12 Torrico ·
14 Castro ·
15 Reniero ·
16 Belluschi ·
17 Díaz ·
19 Botta ·
22 Navarro ·
23 Berterame ·
24 Cavallaro ·
25 Devecchi ·
26 Piris Da Motta ·
27 Rojas ·
28 Barrios ·
29 Salazar ·
31 Quignon ·
32 Coloccini ·
34 Moyano ·
35 Conechny ·
36 Merlini ·
40 Acevedo ·
Coach: Biaggio